# Auguste-Marseille Barthélemy
Auguste-Marseille Barthélemy, född 1796, död 23 augusti 1867, var en fransk politisk diktare.
Barthélemy var liberal och bonapartist, och den främste uttolkaren av kritiken mot bourbonerna. Han skrev tillsammans med Joseph Méry en rad på sin tid mycket populära satiriska dikter, bland annat La villéliade (1826). Hjältedikten Napoléon en Égypte (1828) bidrog till uppkomsten av Napoleonlegenden, julirevolutionen besjöngs i L'insurrection (1830). I veckotidningen Némésis (1831-32) började Barthélemy en kampanj mot Ludvig Filip men blev, när tidskriften upphörde beskylld för att ha tagit emot mutor, och lyckades därefter aldrig vinna gehör.